# Michael Greis
Michael Greis (Füssen, 18 augustus 1976) is een Duits voormalig biatleet.
Greis maakte zijn Olympisch debuut tijdens de Olympische Winterspelen 2002 in Salt Lake City. Op de 10 kilometer eindigde hij daar als 15e en op de 12,5 kilometer achtervolging kwam hij niet verder dan een 16e plaats.
Bij de wereldkampioenschappen 2004 in Oberhof werd Greis wereldkampioen met de Duitse estafetteploeg. Een jaar later in 2005 won hij in Hochfilzen zilver op de 20 kilometer, terwijl hij in februari 2005 zijn eerste wereldbeker overwinning boekte op de baan van Cesana San Sicario in Cesana Torinese, de Olympische baan van 2006.
Wederom een jaar later, tijdens de Olympische Winterspelen 2006 keerde hij terug in Cesana San Sicario en behaalde hij zijn grootste overwinning uit zijn carrière door op de 20 kilometer olympisch kampioen te worden door voor de grote favoriet en titelverdediger Ole Einar Bjørndalen te eindigen. Enkele dagen later won Greis opnieuw goud met het Duitse team bij de estafette. Hij sloot de Spelen af met zijn derde gouden medaille door op het nieuwe onderdeel, de massa start, bij de laatste schietbeurt te profiteren van de fouten van zijn concurrenten. Met zijn drie gouden medailles was Greis een van de meest succesvolle deelnemers van de Spelen.
Greis werd in 2006 verkozen tot Duits Sportman van het Jaar.

## Resultaten

### Olympische Winterspelen
| Jaar | Plaats         | Onderdeel   | Onderdeel | Onderdeel     | Onderdeel  | Onderdeel |
| Jaar | Plaats         | Individueel | Sprint    | Achtervolging | Massastart | Estafette |
| ---- | -------------- | ----------- | --------- | ------------- | ---------- | --------- |
| 2002 | Salt Lake City | –           | 15e       | 16e           |            | –         |
| 2006 | Turijn         | ↑           | 33e       | 8e            | ↑          | ↑         |
| 2010 | Vancouver      | 10e         | 21e       | 5e            | 10e        | 5e        |

### Wereldkampioenschappen
| Jaar | Plaats            | Onderdeel                               | Onderdeel                               | Onderdeel                               | Onderdeel                               | Onderdeel                               | Onderdeel          |
| Jaar | Plaats            | Individueel                             | Sprint                                  | Achtervolging                           | Massastart                              | Estafette                               | Gemengde estafette |
| ---- | ----------------- | --------------------------------------- | --------------------------------------- | --------------------------------------- | --------------------------------------- | --------------------------------------- | ------------------ |
| 2001 | Pokljuka          | –                                       | –                                       | –                                       | –                                       | –                                       |                    |
| 2002 | Oslo Holmenkollen | Niet gehouden vanwege Olympische Spelen | Niet gehouden vanwege Olympische Spelen | Niet gehouden vanwege Olympische Spelen | –                                       |                                         |                    |
| 2003 | Chanty-Mansiejsk  | –                                       | 29e                                     | DNS                                     | –                                       | –                                       |                    |
| 2004 | Oberhof           | –                                       | 5e                                      | 9e                                      | 21e                                     | Goud                                    |                    |
| 2005 | Hochfilzen        | Zilver                                  | 6e                                      | 5e                                      | 10e                                     | 6e                                      | Brons              |
| 2006 | Pokljuka          | Niet gehouden vanwege Olympische Spelen | Niet gehouden vanwege Olympische Spelen | Niet gehouden vanwege Olympische Spelen | Niet gehouden vanwege Olympische Spelen | Niet gehouden vanwege Olympische Spelen | –                  |
| 2007 | Antholz           | Zilver                                  | 19e                                     | 12e                                     | Goud                                    | Brons                                   | 5e                 |
| 2008 | Östersund         | 36e                                     | –                                       | –                                       | 13e                                     | Brons                                   | Goud               |
| 2009 | Pyeongchang       | 19e                                     | 7e                                      | 13e                                     | DNF                                     | Brons                                   | Brons              |
| 2010 | Chanty-Mansiejsk  | Niet gehouden vanwege Olympische Spelen | Niet gehouden vanwege Olympische Spelen | Niet gehouden vanwege Olympische Spelen | Niet gehouden vanwege Olympische Spelen | Niet gehouden vanwege Olympische Spelen | –                  |
| 2011 | Chanty-Mansiejsk  | 7e                                      | 9e                                      | 11e                                     | 20e                                     | 7e                                      | Zilver             |
| 2012 | Ruhpolding        | 11e                                     | 26e                                     | 23e                                     | 22e                                     | Brons                                   | –                  |

### Wereldbeker
Eindklasseringen
| Seizoen   | Algemeen | Individueel | Sprint | Achtervolging | Massastart |
| --------- | -------- | ----------- | ------ | ------------- | ---------- |
| 2000/2001 | 46e      | –           | 46e    | 33e           | –          |
| 2001/2002 | 17e      | –           | 8e     | 15e           | 34e        |
| 2002/2003 | 26e      | 31e         | 26e    | 24e           | 23e        |
| 2003/2004 | 13e      | 18e         | 11e    | 15e           | 11e        |
| 2004/2005 | 9e       | Goud        | 9e     | 12e           | 14e        |
| 2005/2006 | 10e      | Goud        | 13e    | 21e           | 19e        |
| 2006/2007 | 1e       | Zilver      | Goud   | 5e            | 7e         |
| 2007/2008 | 4e       | 51e         | 4e     | 4e            | 4e         |
| 2008/2009 | 4e       | Goud        | 4e     | 4e            | 26e        |
| 2009/2010 | 13e      | 11e         | 10e    | 28e           | 18e        |
| 2010/2011 | 6e       | 5e          | 5e     | 10e           | 11e        |
| 2011/2012 | 40e      | 27e         | 38e    | 35e           | 43e        |

## Medaillespiegel
| Toernooi               | goud | zilver | brons | totaal |
| ---------------------- | ---- | ------ | ----- | ------ |
| Olympische Spelen      | 3    | 0      | 0     | 3      |
| Wereldkampioenschappen | 3    | 3      | 6     | 12     |
| Wereldbeker eindzeges  | 1    | 0      | 0     | 1      |
| Wereldbekerwedstrijden | 21   | 20     | 23    | 64     |